# Oberste Henn

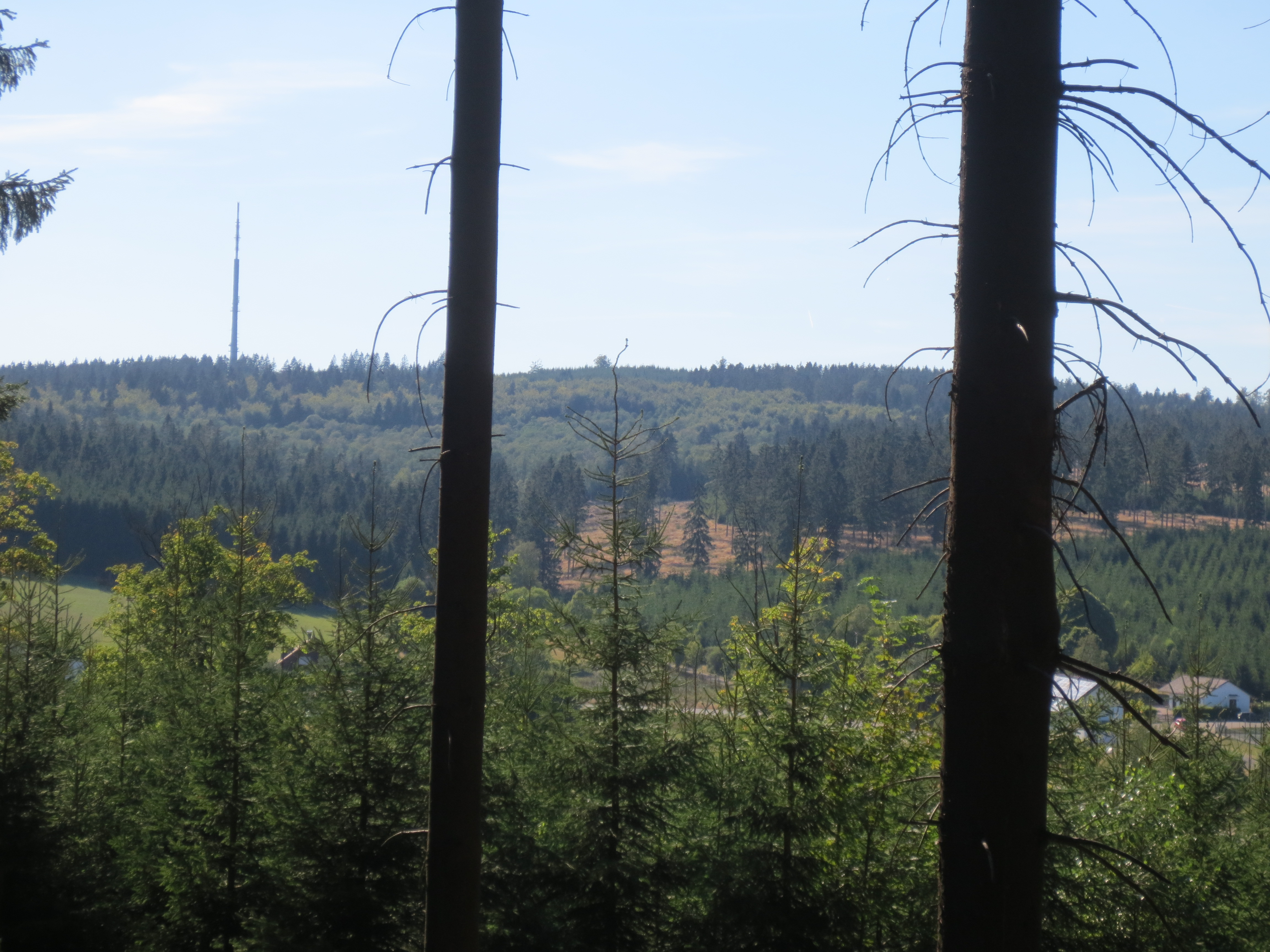
Berg "Oberste Henn", aus Richtung "Weibelskopf"

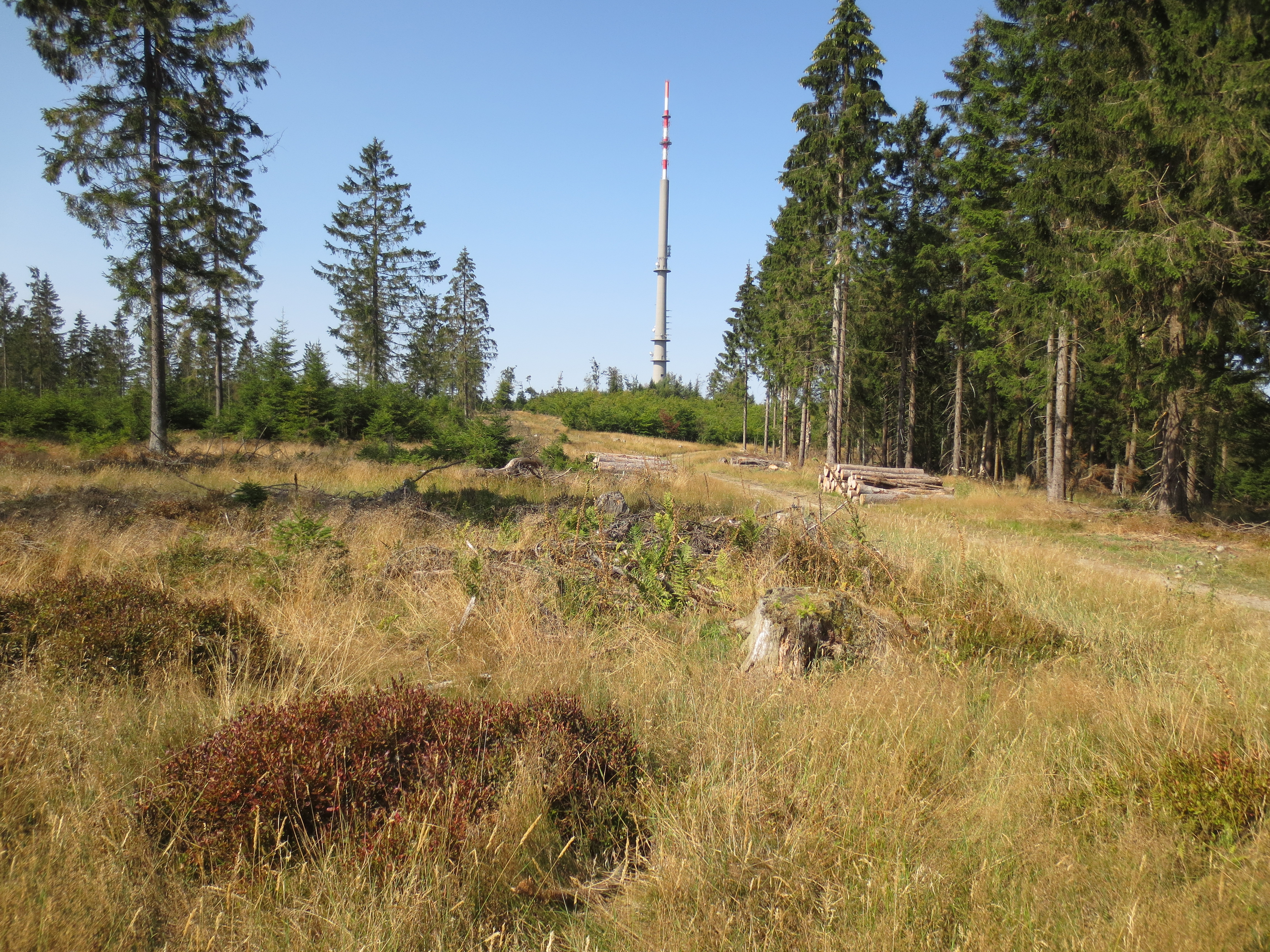
Berg "Oberste Henn"(676,5 m ü.NN) aus Richtung "Jagdberg"

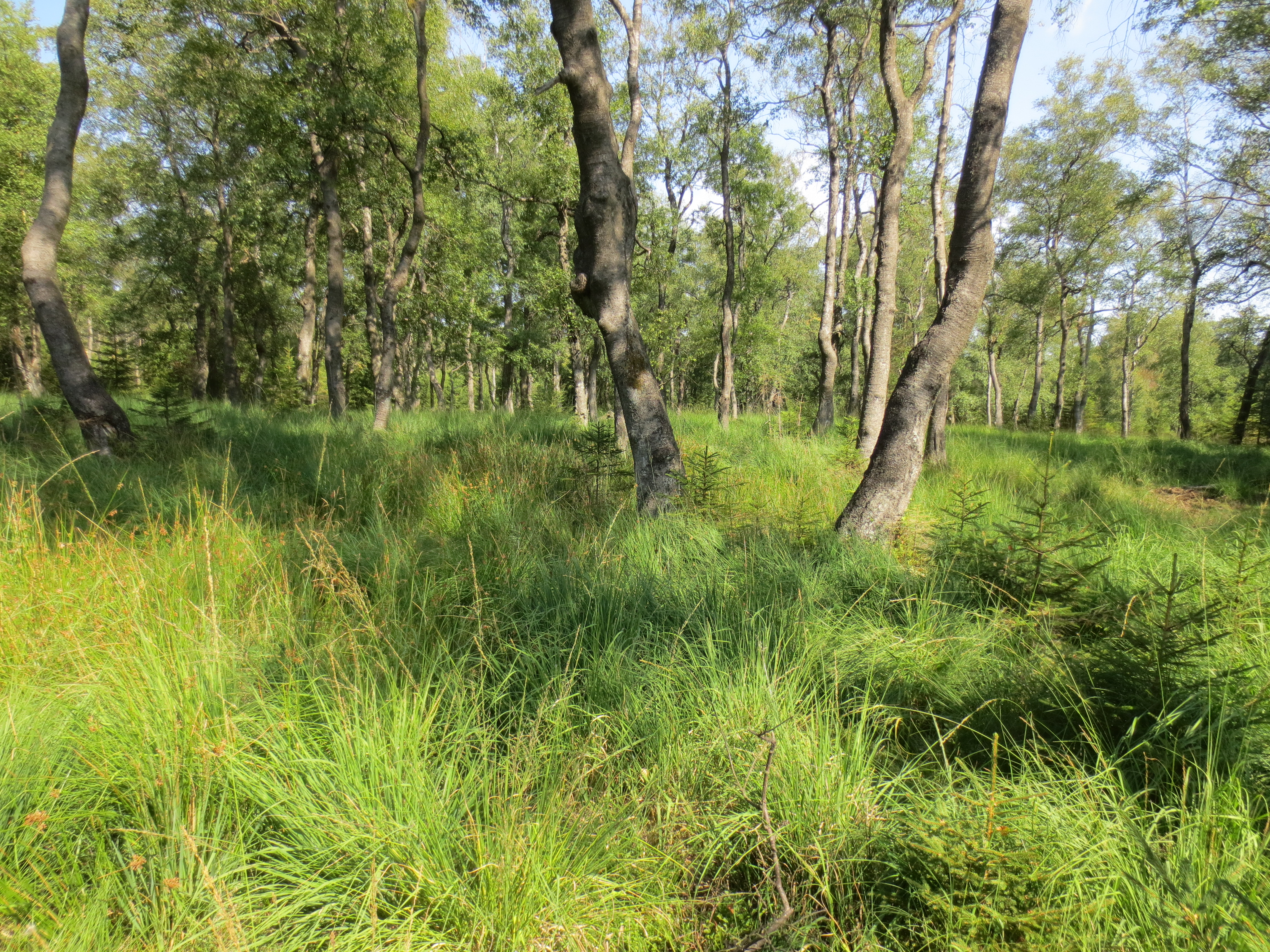
Feuchtgebiet "Dreiörterbruch" mit Karpaten-Birken unweit des Berggipfels "Oberste Henn".

Die Oberste Henn nahe Benfe im nordrhein-westfälischen Kreis Siegen-Wittgenstein ist ein 676,5 m ü. NHN hoher Berg im Rothaargebirge und knapp vor dem Jagdberg der höchste Berg Netphens. Er ist der Ort des Senders Ederkopf.

## Geographie

### Lage
Die Oberste Henn erhebt sich im Südteil des Rothaargebirges an der Grenze von Siegerland und Wittgensteiner Land in den Gebieten der Stadt Netphen, der Gemeinde Erndtebrück und der Stadt Hilchenbach und gehört zum Naturpark Sauerland-Rothaargebirge. Ihr Gipfel liegt 2,5 km westnordwestlich von Benfe (zu Erndtebrück) und 4 km (jeweils Luftlinie) südöstlich von Lützel (Hilchenbach). Etwa 60 m ostnordöstlich des Gipfels verläuft die Grenze der Gemarkungen Benfe im Osten und, mit dortiger Gipfellage, Nauholz (Netphen) im Westen; rund 200 m nördlich des Gipfels schließt sich die Gemarkung Lützel an.
Etwa 400 m südlich der Obersten Henn befindet sich als ihr Südausläufer der Ederkopf (648,8 m) mit der nahen Ederquelle und an ihrem Nordosthang, etwa 300 m entfernt vom Gipfel, der Ursprung des Dörnbachs, einem kleinen westlichen Zufluss der Benfe. An ihrem Südwestfuß liegt der geographische Mittelpunkt des Kreises Siegen-Wittgenstein; unmittelbar dort vorbei führt auf 592,9 m Höhe der Rothaarsteig.

### Naturräumliche Zuordnung
Die Oberste Henn gehört in der naturräumlichen Haupteinheitengruppe Süderbergland (Nr. 33) in der Haupteinheit Rothaargebirge (mit Hochsauerland) (333) und in der Untereinheit Dill-Lahn-Eder-Quellgebiet (333.0) zum Naturraum Ederkopf-Lahnkopf-Rücken (333.01).

### Berghöhe
Die Höhe der Obersten Henn wird oft nur mit rund 674 m angegeben, was sich allerdings auf einen trigonometrischen Punkt (674,2 m; ⊙) bezieht, der etwa 90 m südöstlich ihres Gipfels (675,9 m) an einem Wanderweg liegt.

## Schutzgebiete und Flora
Auf der Obersten Henn erstrecken sich Teile des mehrteiligen Naturschutzgebiets Rothaarkamm und Wiesentäler (CDDA-Nr. 329599; 1930 ausgewiesen; 11,74 km² groß) sowie solche der Landschaftsschutzgebiete Gemeinde Netphen (CDDA-Nr. 321048; 1987; 117,6 km²) und Rothaargebirge (Kreis Siegen-Wittgenstein) (CDDA-Nr. 555550027; 299,42 km²). Zudem breiten sich dort Bereiche des Fauna-Flora-Habitat-Gebiets Rothaarkamm und Wiesentäler (FFH-Nr. 5015-301; 34,46 km²) aus. Im Gipfelbereich liegen Laubwald- und sonst zumeist Nadelwaldparzellen des Wittgensteinschen Forsts.

## Sender Ederkopf
Auf der Obersten Henn steht seit 1981 der 161 m hohe Sendeturm des Senders Ederkopf, der nach dem nahen Ederkopf benannt ist. Betreiber der Sendeanlage für Radio und Fernsehen ist der Westdeutsche Rundfunk (WDR).

## Verkehr und Wandern
Knapp 1,8 km (Luftlinie) südwestlich vom Gipfel der Obersten Henn verläuft mit der Eisenstraße des Rothaargebirges (L 722) eine von mehreren so bezeichneten, einstigen Handels- und Fernverkehrsstraßen, von der man den Berg über den Ederkopf laufend erwandern kann.